# Villanueva del Fresno
Villanueva del Fresno es un municipio español de  3274 habitantes (INE 2024), perteneciente a la provincia de Badajoz (comunidad autónoma de Extremadura).

## Geografía
Villanueva del Freno se encuentra en la comarca de Olivenza, que está formado por 11 municipios: Alconchel, Almendral, Barcarrota, Cheles, Higuera de Vargas, Nogales, Olivenza, Táliga, Torre de Miguel Sesmero, Valverde de Leganés y Villanueva del Fresno.
Villanueva del Fresno cuenta con una extensión de 349,4 km², teniendo la mayor extensión de la comarca quitando a Olivenza. Siendo la localidad más meridional y se encuentra haciendo frontera con Portugal.
Tienen el gentilicio de Villanovense o villafresnense.
Villanueva del Fresno es la localidad más meridional de la comarca de Llanos de Olivenza y también una de las más próximas a la frontera portuguesa, teniendo sus habitantes mucha relación con sus vecinos lusos.
Dentro de su término municipal, en la orilla del embalse de Alqueva, se encuentra el punto de menor elevación de la provincia de Badajoz.

## Naturaleza
En Villanueva del Fresno se practica la pesca, la caza, el senderismo y otras actividades al aire libre. Se pesca en el pequeño embalse de Cuncos, al igual que la rivera del Alcarrache y el embalse de Alqueva. Partiendo de Villanueva, recorriendo el camino viejo de Alconchel, se puede llegar al puente de Moncarche, construido sobre la rivera de Friegamuñoz. La originalidad de esta obra es el acueducto que lleva adosado a un lateral y que en tiempos pasados conducía el agua desde una fuente cercana hasta el antiguo convento de Nuestra Señora de la Luz, situado al otro lado de la rivera, ya en el término municipal de Alconchel. Otra ruta interesante sería la del camino viejo de Higuera de Vargas, que atraviesa el Alcarrache por el puente de la Bogaña. Esta obra se halla en un magnífico enclave natural y tiene su origen en el siglo XVI. El puente es una bella construcción de calzada plana, realizada en mampostería, que se apoya sobre ocho arcos de medio punto con sus correspondientes espolones en los pilares, pretiles y aliviaderos.
En su término, el más extenso de la comarca tras el de Olivenza, la mayor parte de los campos están ocupados por dehesas donde se cría una abundante cabaña de cerdo ibérico y vacuno retinto.
En el municipio se emplazan dos áreas protegidas: el Corredor Ecológico y de la Biodiversidad "Río Alcarrache" y la Zona de Especial Protección para las Aves "Sierra de Jerez". El Alcarrache a su paso por el término de Villanueva del Fresno se torna más salvaje, encajonándose profundamente, especialmente a su paso por el conocido "Puente del Eco", en los terrenos pizarrosos y serpenteando entre una tupida maraña de bosque mediterráneo, donde habitan todavía el búho real, la cigüeña negra, el gato montés y otras especies animales desaparecidas ya en la mayor parte de la península ibérica.
Las dehesas de Villanueva del Fresno constituyen también una de las más importantes zonas de invernada para las grullas en España. En torno a dos millares de estas aves acuden cada año desde el norte de Europa para pasar el invierno alimentándose de las abundantes bellotas que producen las encinas.
Junto al embalse de Cuncos, en las casas de Arenosa, Rabito y San Amador existen observatorios desde donde se pueden contemplar la llegada de los bandos con su característica formación en "V", los tradicionales cortejos nupciales de las avutardas o una gran diversidad de especies acuáticas, como los patos, porrones, zampullines, garzas, etc.
Existen también otros enclaves como la rivera del Godolid, afluente del Alcarrache, los campos comunales de Villanueva o el "Guadiana Internacional", catalogado como LIC (Lugar de Importancia Comunitaria), con panorámicas de la gran lámina de agua en que lo ha convertido la presa de Alqueva, donde se puede practicar la pesca, el piragüismo y todo tipo de actividades acuáticas.
Como resumen podemos decir que en Villanueva del Fresno destacan:
En cuanto a la vegetación destacan los narcisos, encinas, fresnos, jara, gamón, retama, garminias, tomillo y ahulagas.
Dentro de las aves típicas encontramos el búho real, el águila, el milano negro, la cigüeña negra, la avutarda y el sisón.
Dentro de los mamíferos destacan los jabalíes, zorros, nutrías, jinetas y meloncillo.
En los ríos y embalses el barbo, jarabugo, boga, tenca, carpa, alburno y el cangrejo rojo americano. 
Y en cuanto a los reptiles el lagarto ocelado, el galápago leproso y la culebra de escalera.

## Historia
En el término de Villanueva del Fresno se hallan restos arqueológicos del paleolítico hasta el neolítico, siendo el vestigio más importante el Castillo de Cuncos, situado en la confluencia del Río Guadiana y el Arroyo de Cuncos (actualmente inundado por las aguas del río Alqueva).
Aunque se sabe que en Villanueva hubo asentamientos musulmanes, no se sabe con certeza el origen. Los primeros escritos sobre la villa datan del 1252 al 1263, y se sabe que estas tierras formaban parte del ¨Bayliato templario de Jerez de los Caballeros¨ hasta 1312.
Luego pasan a depender de monarcas castellanas adquiriendo la categoría de villa en 1332, siendo donada a Martín Fernández Portocarrero por Alfonso X, otorgándole el nombre de ¨Villa Nueva del Fresno¨ 
A principios del siglo XIV comienza la construcción del castillo, que tras la persecución de unos soldados de Don Nuno Álveres Pereira en 1338, da la noticia de la existencia del castillo.
Tras 11 días de asedio  de los portugueses a Villanueva en 1643 el gobernador de Alburquerque mandó entregar la villa y el castillo a los portugueses, pasando a llamarse ¨Vila Nova de Portugal¨
Tanto la villa como el castillo fueron arrasados en 1646 durante la Guerra de Restauración Portuguesa y en 1668 se firmó la Paz entre España y Portugal. Comenzando la repoblación y restauración de la villa en la parte opuesta del cerro sobre el que se asentaba originalmente, creando calles anchas y rectas que perduran en la actualidad. Ej: Calle del Santo, en la actualidad Pablo Iglesias.
En 1704, la villa es de nuevo abandonada por la Guerra de Sucesión durante diez años.
En cuanto a las relaciones con la Casa Señorial, nunca fueron muy cordiales debido al derecho de los vecinos sobre las 35 dehesas del marquesado. Así, que se llevaron a cabo dos acuerdos:
El primero se llamó el de los quince días de 1857, donde los vecinos cedían sus derechos a varear las bellotas en las dehesas señoriales a cambio de cuarenta mil reales de Vellón anuales, que serían repartidos entre los vecinos unos días antes de Navidad.
Y el segundo y más importante fue la separación de los derechos de los vecinos y del marquesado. Donde los vecinos tendrían derecho a los pastos bajos, leña y madera desde Pascua hasta San Miguel de cada año.
La solución fue entregar mediante una escritura de permuta, transacción y concordia firmada el 31 de agosto de 1909 al vecindario, once de las treinta y cinco dehesas del marquesado, siendo las tierras que hoy en día constituyen las tierras comunales del pueblo.
Finalmente, mencionar que el primer marqués de la villa fue Don Juan de Portocarreño, pero no se sabe si dicho título se lo otorgó el Rey Católico o el emperador Carlos V en 1530.
Dentro de su término municipal se encuentra la finca "Cabra Baja y Alta" de 2.688 hectáreas que fue expropiada en 1990 por la Junta de Extremadura a la Duquesa de Alba para entregársela a un grupo de comuneros de la vecina localidad de Zahínos.

## Demografía
Villanueva del Fresno cuenta con una población de 3274 habitantes (INE 2024).
| Gráfica de evolución demográfica de Villanueva del Fresno entre 1842 y 2021                                           |
| |
| Población de derecho según los censos de población del INE. Población de hecho según los censos de población del INE. |

## Patrimonio

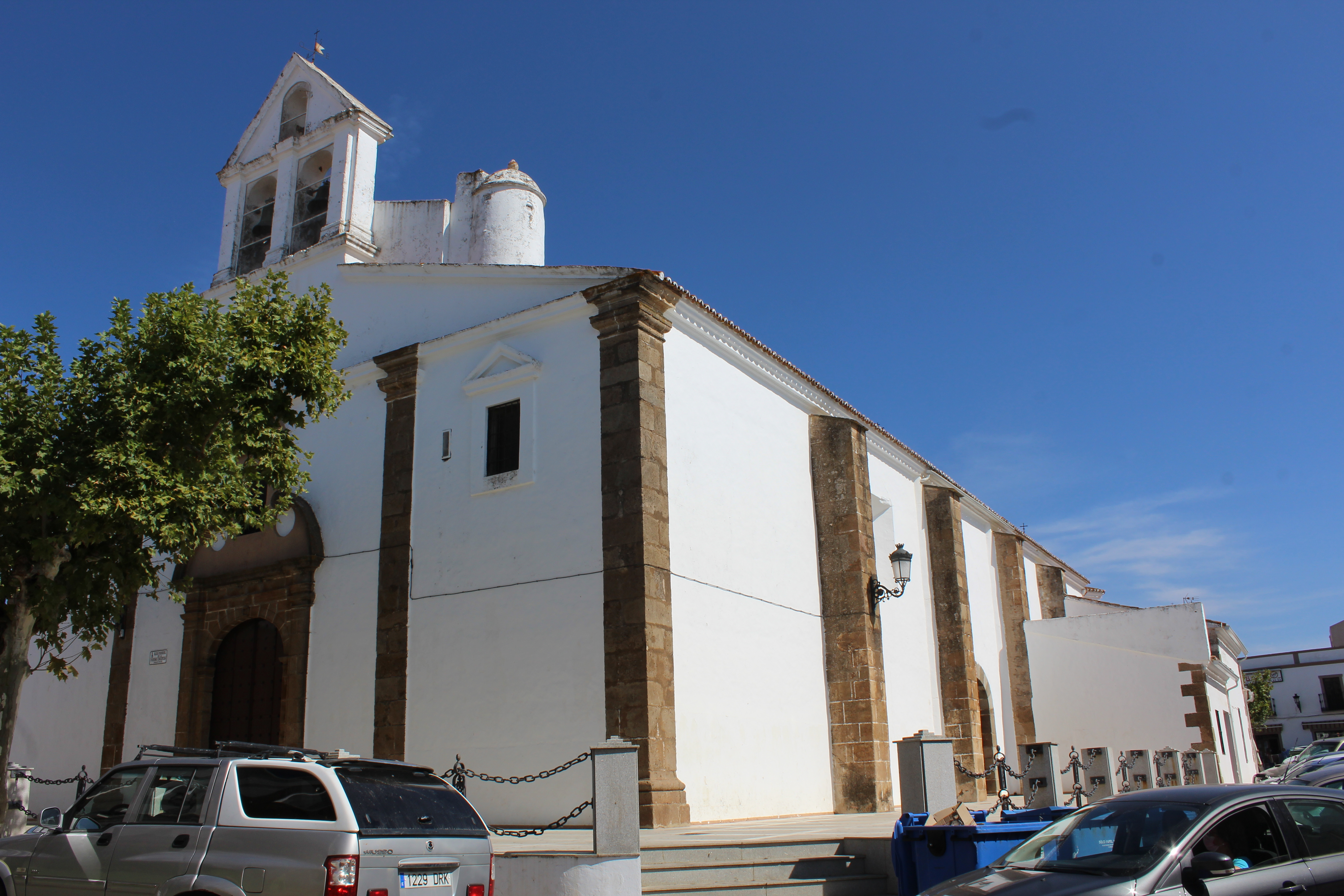
Iglesia de la Purísima Concepción

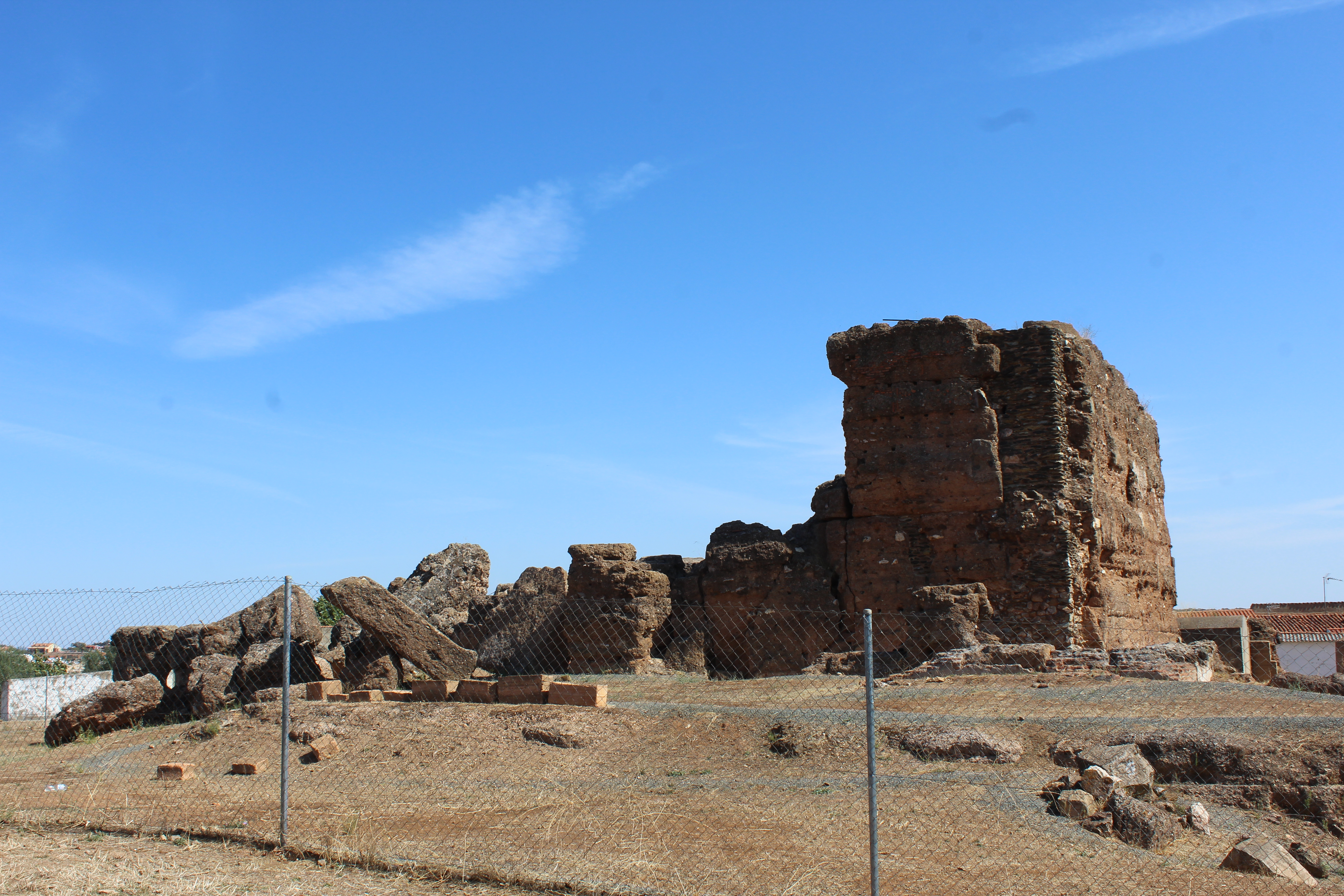
Castillo

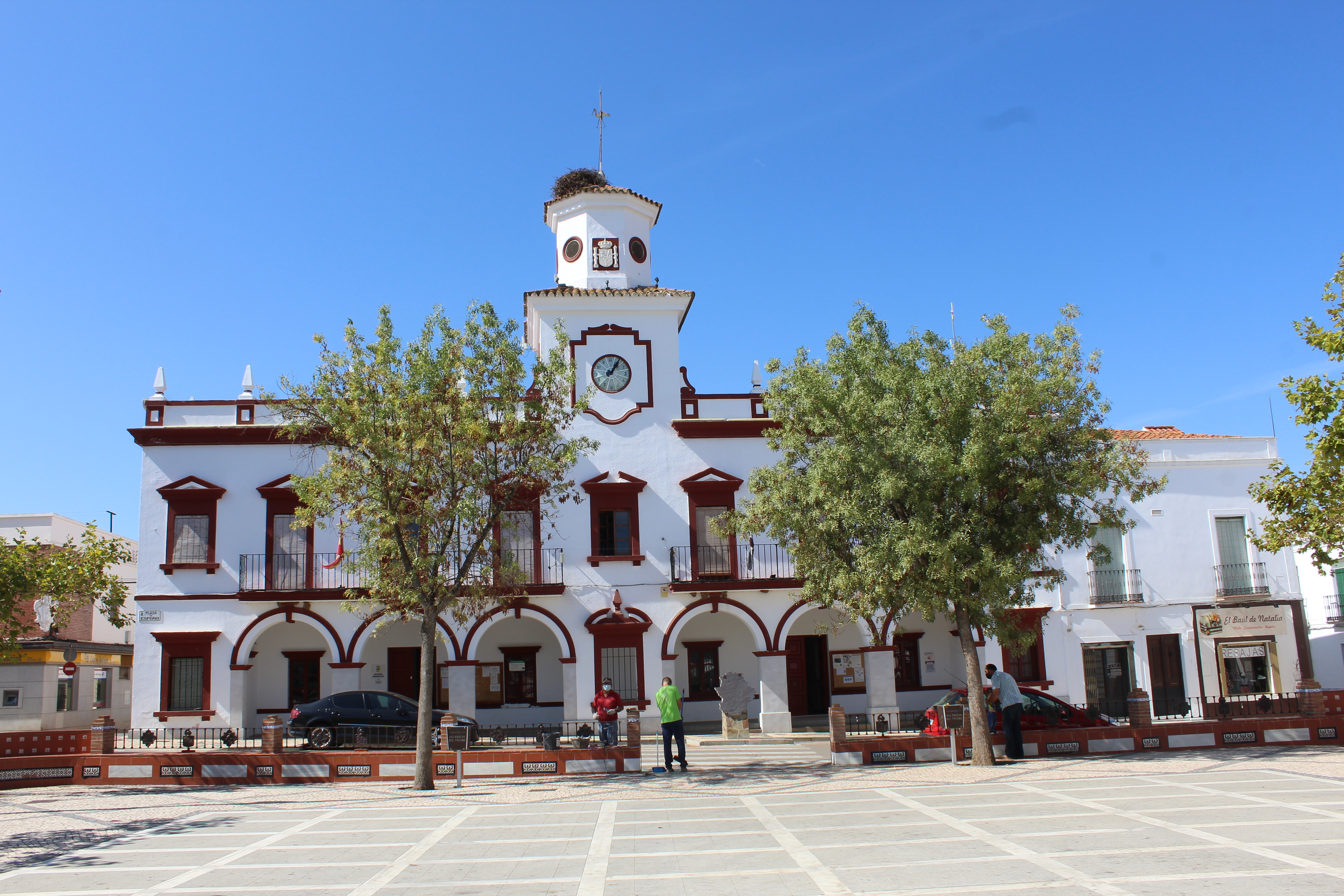
Ayuntamiento

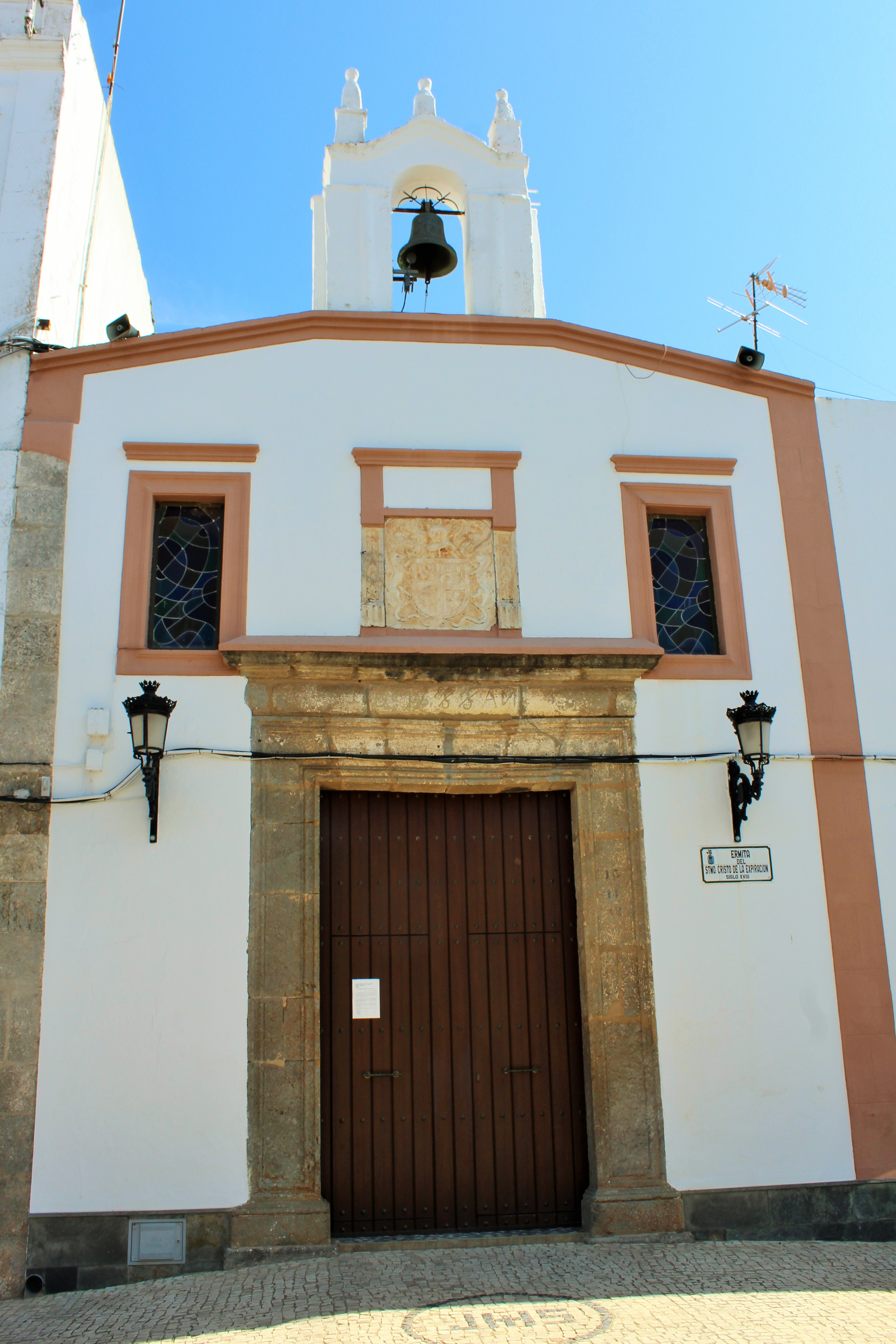
Ermita del Santísimo Cristo de la Expiación

- Iglesia de Nuestra Señora de la Concepción.[2] Concertadas las paces con el nuevo Reino de Portugal en 1668, se construye esta nueva iglesia cuando comenzó la reconstrucción de la villa anteriormente mencionada, ya que la antigua parroquia, bajo la advocación de Nuestra Señora de la Estrella quedó derruida, al ser destruida y abandonada como consecuencia del asedio en 1643.[3]
- Ermita del Cristo de la Expiración

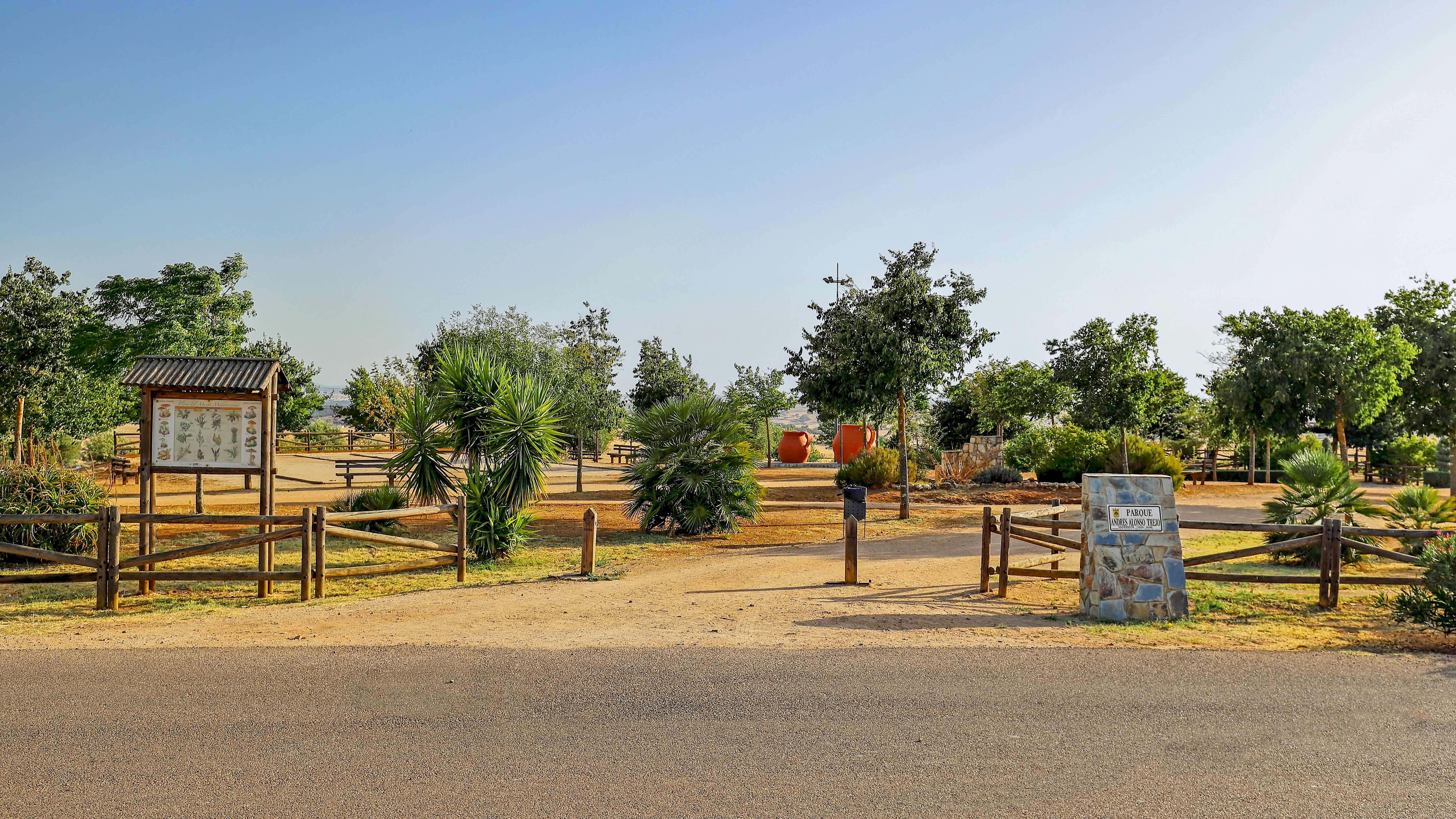
Parque Andrés Alonso Trejo

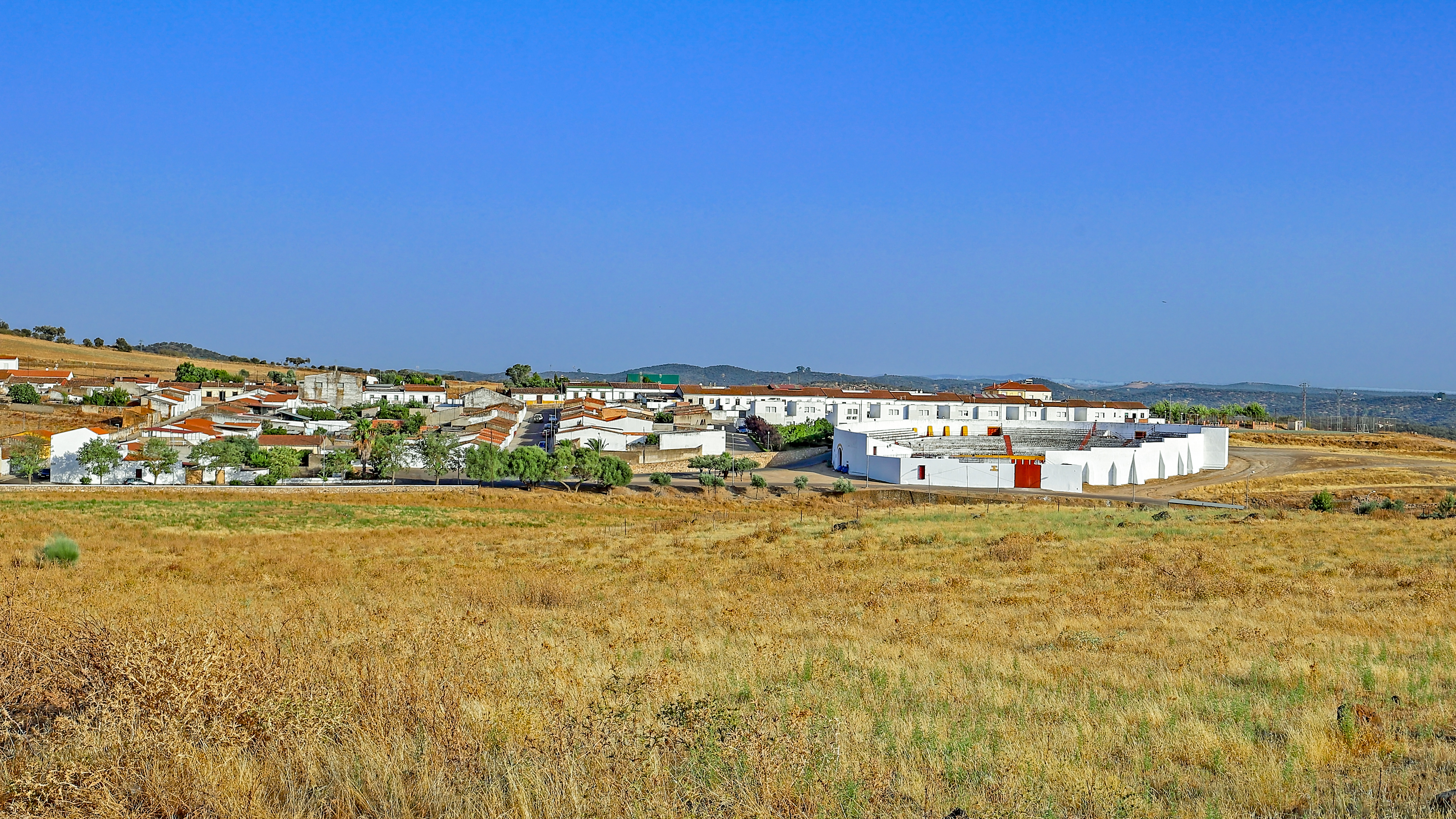
Plaza de toros

- Ermita de San Antonio
- Ermita de San Ginés de la Jara
- Ayuntamiento
- Torreón de la serena
- Castillo de Villanueva del Fresno

## Artesanía
En cuanto a las artesanías tradicionales mencionaremos especialmente la de la marroquinería, elaborándose todo tipo de artículos de cuero, entre los que destacan los botos camperos y los artísticos zahones.

## Fiestas
Entre sus fiestas más destacadas se encuentran:
- Carnavales. Fiesta que se realiza para comenzar la Cuaresma, se celebra el fin de semana siguiente al que se celebre el miércoles de ceniza y a partir de entonces son 3 días de fiestas. Comienzan el viernes por la noche son numerosos y los vecinos se disfrazan de "máscaras", y deambulan por las calles del pueblo asustando a todos los que se encuentran. El sábado, el gran día, comienza con un pasacalles sobre las 6 de la tarde partiendo del campo de fútbol de la localidad donde se reúnen todas las comparsas, y recorre numerosas calles del pueblo hasta llegar a la plaza de España. Ya el domingo, hay otro desfile pero esta vez aunque también se disfrazan las comparsas adultas y juveniles finalizando con el tradicional entierro de la sardina, que comienza con un pasacalle por las calles de la localidad y finaliza con la quemá de la sardina.
- Fiesta gastronómica del Gurumelo, fiesta de interés turístico regional, realizada durante un fin de semana del mes de marzo, en torno al día 19, día del padre, en la que numerosos vecinos se dan cita en una feria tanto gastronómica como artesanal.
- Romería de San Ginés de la Jara, el primer domingo de mayo. En la romería es típico pasar el día en el campo, en torno a la ermita de San Ginés, para celebrar la festividad de su patrón. Ese día comienza con una diana floreada a cargo de la banda municipal de música y lanzamiento de cohetes. A las 10:00 se realiza un desfile con concurso de carrozas. El desfile se realiza alrededor de la plaza de España. La romería transcurre dentro del terreno perteneciente a la Finca “San Ginés“. La misa se realiza en la ermita del Patrón a las 12:00, seguidamente tiene lugar la procesión por los alrededores de la Ermita amenizada por la banda municipal de música. Posteriormente se proclaman los premios del concurso de carrozas. Terminados los actos religiosos comienza la verbena hasta bien entrada la noche.
- Fiesta de la Virgen de Fátima, se realiza el 13 de mayo.
- Fiestas de San Juanito, se realizan el día 24 de junio.
- Fiestas de San Cristóbal de los conductores, se realizan a mediados del mes de agosto. A las 21:00 misa de campaña en honor de san Cristóbal. Procesión de vehículos, encabezada por San Cristóbal. Posterior bendición de vehículos.
- Ferias y fiestas de San Ginés de la Jara, a finales de agosto. El día 25 es el día grande. Las ferias y fiestas tienen una duración aproximada de cinco días en los cuales se realizan actividades por las mañanas para los niños en la plaza de España.
- Día de Extremadura, el 8 de septiembre.
- Fiestas del Cristo de la Expiración, el 14 de septiembre. Se inician el día 3 de septiembre con el traslado de la imagen desde su ermita hasta la iglesia parroquial para comenzar el día siguiente, con las novenas. El día 14, a las 12:00, tiene lugar una degustación de sangría en el atrio de la iglesia parroquial. Por la noche sale en procesión el Santísimo Cristo de la Expiración desde la iglesia parroquial de vuelta a su ermita. A su llegada sale la virgen de la Soledad desde la ermita del Cristo hacia la iglesia parroquial; comenzando al día siguiente el Triduo en su Honor.
- Fiesta de la Gamona. Es un acontecimiento que se produce coincidiendo con la noche de Nochebuena. Antes de la cena familiar, son muchos, sobre todo gente joven, que realizan hogueras y encienden las "jachas", formadas por "gamonas" o varitas de San José, una tradición que no se sabe su procedencia y que es única por el lugar.

## Gastronomía
La gastronomía es la típica de la zona, y en ella destacan los derivados del cerdo ibérico, la caldereta de borrego, El Caldillo, Liebre al estilo de Villanueva; o su repostería, con exponentes como los prestines, las perrunillas o los bollos de chicharrón.
En los campos de Villanueva del Fresno, se recolecta una gran diversidad de setas comestibles, como los parasoles, champiñones silvestres, gurumelos y Boletus aereus.

## Medios de comunicación
El municipio cuenta con su propio periódico local, Hoy Villanueva del Fresno, formado a partir de una corresponsalía del diario regional Hoy Diario de Extremadura.
Además cuenta con una emisora Local de Radio, Cadena Musical "La Frontera" que emite a través de 107.4 FM y a través de plataformas digitales.